# ریچارد هوکر
ریچارد هوکر (زاده ۲۵ مارس ۱۵۵۴ – درگذشته ۲ نوامبر ۱۶۰۰) یک کشیش انگلیسی در کلیسای انگلستان و یک الهی‌دان با نفوذ و  یکی از مهم‌ترین متکلمان انگلیسی قرن شانزدهم بود.
دفاع او از نقش عقل رستگار شده، برای کارولین دیواینز در قرن هفدهم تأثیر فراوان داشت که خود بعداً برای بسیاری از اعضای کلیسای انگلستان روشی الهیاتی ارائه کرد که ادعاهای وحی، عقل و سنت را ترکیب می‌کرد.
محققان در مورد رابطه هوکر با آنچه که بعداً «انگلیکان» و سنت الهیات کالوینیسم نامیده شد، اختلاف نظر دارند. به‌طور سنتی، او از طریق رسانه های بین پروتستانتیسم و کلیسای کاتولیک به عنوان مبتکر انگلیکان در نظر گرفته شده‌است. با این حال، تعداد فزاینده‌ای از محققان استدلال کرده‌اند که او را باید در جریان اصلی الاهیات اصلاح‌شده زمان خود در نظر گرفت و او تنها به دنبال مخالفت با افراط‌گرایان (پیوریتن‌ها) بود، نه اینکه کلیسای انگلستان را از پروتستانیسم دور کند. 
اصطلاح «انگلیکان» در نوشته‌های ریچارد هوکر  یافت نمی‌شود و در واقع اولین بار رواج این عبارت در اوایل سلطنت چارلز اول روی داد، زیرا کلیسای انگلستان از نظر اعتقادی به سمت موضع آرمینیوسی و نگاهی «کاتولیک» تر تحت رهبری اسقف اعظم ویلیام لاد حرکت می‌کرد.